# ولادیمیر پونوماریوف
ولادیمیر پونوماریوف (روسی: Владимир Алексеевич Пономарёв؛ زادهٔ ۱۸ فوریهٔ ۱۹۴۰) بازیکن فوتبال اهل اتحاد جماهیر شوروی سوسیالیستی بود.
از باشگاه‌هایی که در آن بازی کرده‌است می‌توان به باشگاه فوتبال زسکا مسکو و باشگاه فوتبال دینامو مسکو اشاره کرد.
وی همچنین در تیم ملی فوتبال شوروی بازی کرده‌است.